# El Palmar de Vejer
El Palmar de Vejer es un núcleo rural costero perteneciente al municipio de Vejer de la Frontera, (Cádiz, España). Se sitúa a 11 km del núcleo municipal, a lo largo de 8 km de costa atlántica.

## Geografía
En el año 2015, El Palmar contaba con 909 habitantes. Se ubica al sur de la provincia gaditana, en la costa atlántica situada entre Conil de la Frontera y la población de Zahora (Barbate). Destaca por su vasta dehesa de palmas, donde pasta el ganado, y por sus campos de cultivo de remolacha o trigo.

## Historia
Históricamente El Palmar se ha distribuido en torno a un pequeño núcleo rural alrededor de la dehesa que se extiende desde la carretera comarcal A-2233 hasta el mismo pie de playa. Fue una zona de complicado acceso antes de la construcción de la A-2233, pues el núcleo urbano más próximo era Conil, al cual se debía acceder cruzando un pequeño entrante de agua del mar, conocido como Río Salado, que frecuentemente en época de lluvia inundaba la zona impidiendo el tránsito de vehículos y animales de carga. De hecho, algunas de estas viviendas fueron construidas ilegalmente y en 2018 se procedió a su derribo.

## Economía
La principal fuente de ingresos en la zona es el turismo de playa que se desarrolla fundamentalmente en los meses de julio y agosto. El Palmar cuenta con una amplia variedad de servicios para este fin tales como una gran cantidad de restaurantes distribuidos a lo largo de la costa donde se puede disfrutar de una gastronomía privilegiada y de unas vistas espléndidas. Además posee un bar perteneciente a la Asociación de Vecinos llamada Santo Domingo de la Calzada, dirigida por los propios vecinos. 
En el turismo de playa cabe destacar que El Palmar es frecuentemente visitado por los amantes del surf, bodyboard, kite surf, surf de remo y kayak Surf, ya que su situación geográfica cerca del estrecho de Gibraltar le da unas condiciones perfectas para la realización de este tipo de deportes. Sus rompientes son de gran fama por la calidad de sus olas y el viento del este. La temporada alta de olas comprende desde octubre hasta marzo. La ola que predomina en El Palmar es la ola de izquierda, siendo la ola por excelencia del sur de España. Para ello posee un espacio acotado para la práctica de este deporte (junto a la zona conocida como La Torre). El resto de la playa está reservada para el disfrute del baño libre. La arena del Palmar tiene la característica de ser blanca y fina, típica del litoral del golfo de Cádiz.

## Gastronomía

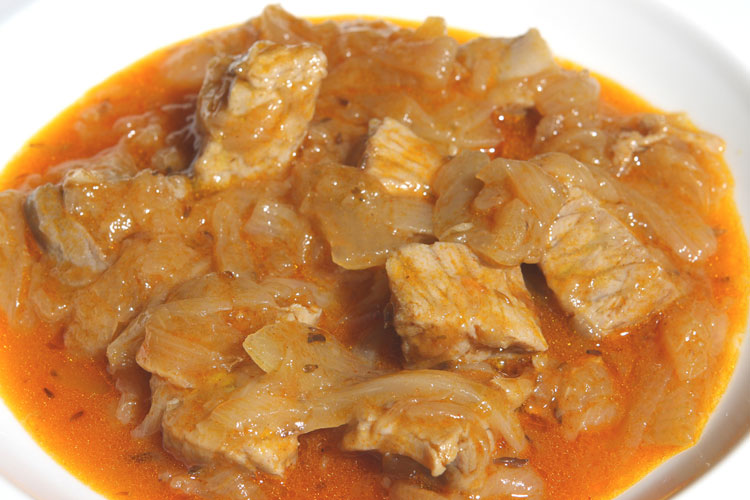
Atún encebollado, gastronomía típica de la zona.

La gastronomía de El Palmar se enmarca dentro de la gastronomía de la provincia de Cádiz, centrada en los productos del mar, en especial el atún de almadraba. Y es por eso que en El Palmar la oferta de restaurantes, ventas y bares es amplia.
- Guisantes con atún.
- Dorada a la sal.
- Atún encebollado.
- Atún de sorra.
- Pargo a la sal/espalda.
- Pez espada a la plancha.

## Cultura
El Palmar de Vejer es conocido mundialmente por ser el destino de referencia en la provincia de Cádiz para practicar surf.
Ésto es debido a la naturaleza y condiciones que se dan en sus aguas, ofreciendo unas condiciones óptimas para poder practicar este deporte. Sin embargo la fecha preferente para practicar surf, suele ser en los meses de otoño e invierno.
Este deporte está tan arraigado al núcleo, que hace que hasta la cultura realcionada a este deporte forme parte de la idiosincrasia de este lugar.

## Ocio
Los deportes acuáticos más practicados son el surf, bodyboard y kitesurf. A los que se están sumando nuevas modalidades como surf de remo y kayak Surf. Además ahora en el Palmar también podrás disfrutar de un gimnasio al aire libre en el Camino de Guerrero
El Palmar es probablemente la meca del surf en Andalucía, ya que se dan unas condiciones de surf únicas en la costa andaluza. El Palmar es el embudo de olas de toda Andalucía. Es el spot que más marejada recibe de toda la zona y el que más swell aguanta con diferencia.
Las condiciones más óptimas en El Palmar las marca, primeramente, la dirección del swell. La dirección más óptima es de oeste-suroeste y 250 a 290 grados, unas condiciones muy similares a las del swell más óptimo para las Islas Canarias.  Asimismo, la dirección del viento más favorable es este-noroeste, mientras que la dirección sur la que menos. La mejor temporada para visitar este spot es de invierno a primavera.
Este spots cuenta con varios picos a lo largo de la playa:
– La Torre: situado junto a la torreta que se divisa, al norte, desde cualquier punto de la playa (la torre se utilizaba como defensa y punto de referencia de la zona desde el siglo XVI).
Esta zona recibe un poco menos de mar con lo cual se convierte en una buena opción para los días con más tamaño.
Es capaz de ofrecer olas muy huecas con secciones limpias cuando el resto está medio pasado.Aunque desde fuera se vea más pequeño, la ola tiene bastante fuerza y el labio es potente.
– Centro de la playa (Alférez , La Rotonda, Puesto de Socorro): esta zona se llama así por el bar o por la caseta de los socorristas.
Este pico recibe más mar que La Torre y, por tanto, se convierte en una opción ideal los días con swell medio. Cuando entra más mar sigue generando buenas olas, el problema es que situarse cuesta mucho debido a la corriente y aleatoriedad de los picos (pese a su calidad, no olvidemos que estamos en un beach break).
– Izquierda de la playa (El Dorado): es el pico donde más mar entra. Los días más grandes tiende a pasarse, lo que obliga a mover en dirección norte (La Torre). No obstante cuando en el resto de la playa está escaso, aquí siempre puedes rascar alguna ola con buena forma.

## Patrimonio

### Playa

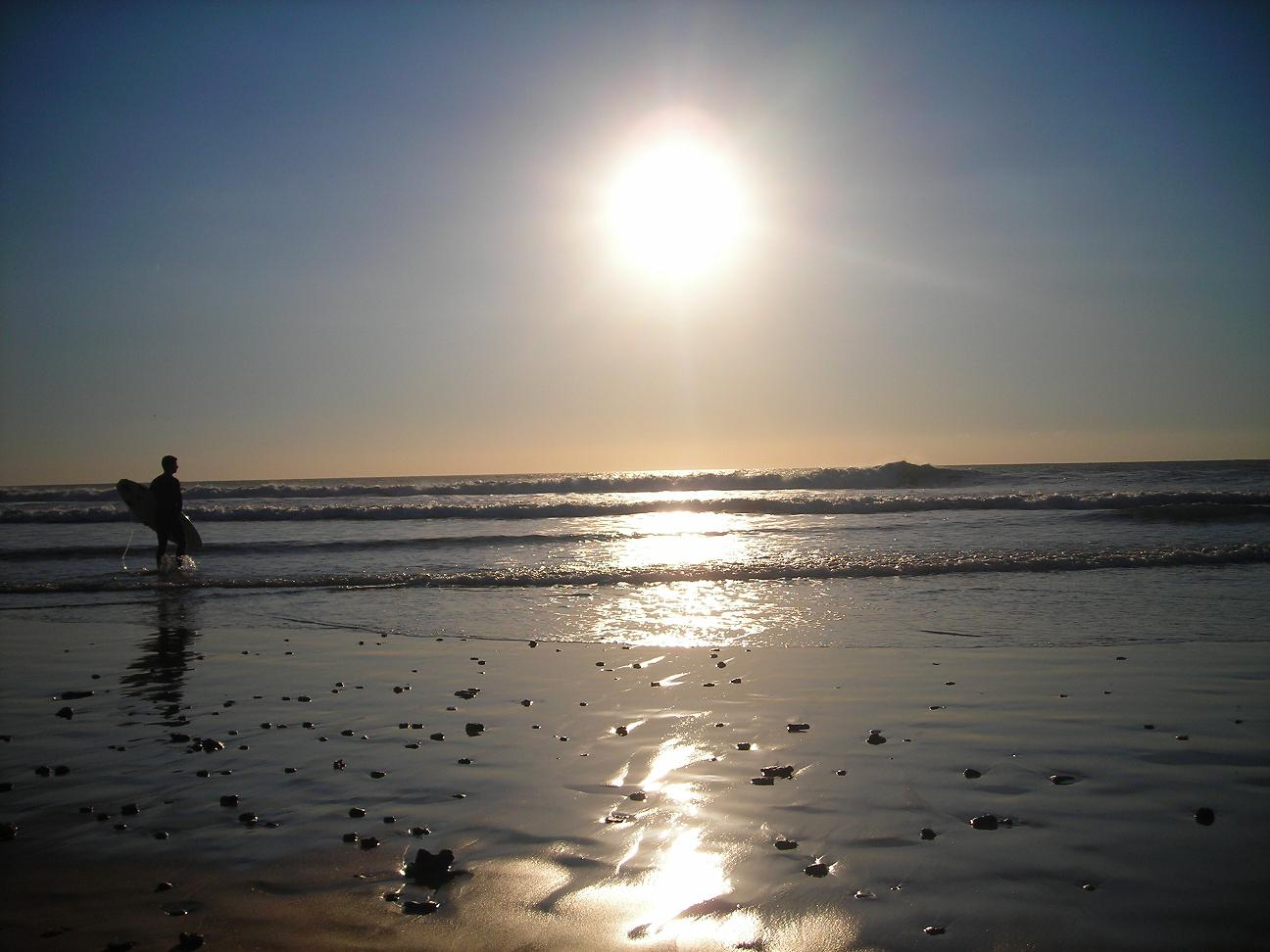
Playa del Palmar.

La playa de El Palmar es de fina y dorada arena y una de las más grandes de toda la comarca de La Janda. Cuenta con 4.200 metros de longitud con una anchura media de 80 metros en muchas de sus zonas. Sus aguas son muy limpias y de poca profundidad. Aunque no existen urbanizaciones cuenta con muchos servicios, como supermercado, farmacia, restaurantes, ventas, hostales, vigilancia de playa, puesto de socorro, puestos de salvamento, puesto de policía, limpieza de playas, pasarelas de acceso a la playa, señalamiento de peligro, aparcamiento, etc. 
Está separada en muchas de sus zonas por dunas naturales, y para preservarlas, se les ha dotado de pasarelas de acceso. Por ello la Playa de El Palmar obtiene la "Q" de calidad Turística. La Q ha sido otorgada por el Instituto para la Calidad Turística Española, tras un proceso de trabajo por mejorar los servicios que se ofrecen en la playa, cuyo seguimiento y asistencia técnica para la implantación del Sistema de Gestión de Calidad se realizó a lo largo del año 2008.
La playa puede dividirse en varias secciones muy diferenciadas entre sí. Recorriéndola de norte a sur, encontramos la parte que va desde la playa de Castilnovo (en Conil de la Frontera) hasta la torre de Torrenueva, como una zona poco concurrida normalmente frecuentada por familias. Cuanto más nos adentremos hacia Castilnovo, más tranquilidad podremos encontrar. Desde Torrenueva hasta el restaurante Casa Francisco (situado cerca de la entrada principal al palmar), es donde se concentran la mayoría de escuelas de surf y restaurantes, una zona muy concurrida en los meses de verano tanto por grupos de jóvenes que se concentran en la Cervecería el Palmar o en la terraza el Cartero, hasta surfistas (los días que hay olas) o grupos de familias. Continuando hasta el final de la carretera, encontramos los tres chiringuitos de a pie de playa y diversos locales de alterne como el Dorado u Origen, que acogen a grandes masas de jóvenes en los meses de julio y agosto. Finalmente, continuando a pie desde el Baba hasta la playa de Mangueta (perteneciente a Barbate), encontramos otra zona muy aislada, frecuentada por aquellos que no les importa dar un paseo en busca de un poco de tranquilidad.
Respecto a la vegetación, se ha constatado su daño por especies invasoras.

### Torre almenara

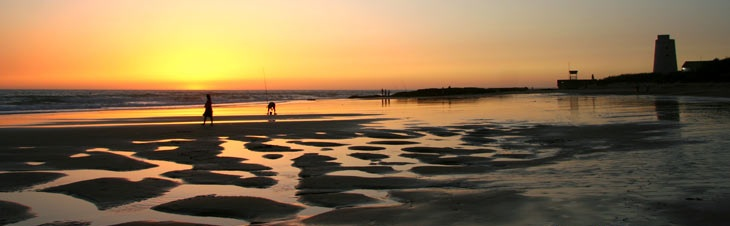
Torre Almenara al fondo

La denominada 'Torre Nueva' o 'Torre del Palmar' es una de las torres de vigilancia costera típicas de la costa gaditana, que fueron construidas en el siglo XVI y usadas hasta parte del XIX, en zonas fronterizas o de singular peligro. Su función era la de transmitir señales que alertasen a la población de algún peligro, en particular, de la llegada de piratas berberiscos, usando fuego para la comunicación entre torres.
La Torre Nueva, como indica su nombre, fue construida algo después que las otras torres de la zona. La puerta de acceso al interior de esta torre se encuentra a varios metros de altura y dispuesta en el lado opuesto al mar. De este modo aumentaba la defensa frente a un posible asedio. Durante gran parte del siglo XX la torre permaneció inalterable sin ningún tipo de cuidados. Actualmente se encuentra reformada.

## Transporte
Actualmente existe una línea de autobuses que conecta Cádiz con El Palmar. Los horarios así como todas las paradas se detallan en las siguientes tablas:
| Zona            | Horario de mañana | Horario de tarde |
| --------------- | ----------------- | ---------------- |
| Cádiz           | 10:30             | 17:15            |
| San Fernando    | 10:50             | 17:35            |
| Chiclana        | 11:05             | 17:55            |
| San Andrés Golf | 11:10             | 18:00            |
| El Colorado     | 11:15             | 18:05            |
| Conil           | 11:30             | 18:15            |
| El Palmar       | 11:45             | 18:30            |

| Zona            | Horario de mañana | Horario de tarde |
| --------------- | ----------------- | ---------------- |
| El Palmar       | 10:35             | 16:30            |
| Conil           | 10:50             | 16:45            |
| El Colorado     | 11:00             | 16:55            |
| San Andrés Golf | 11:05             | 17:00            |
| Chiclana        | 11:15             | 17:10            |
| San Fernando    | 11:40             | 17:25            |
| Cádiz           | 12:00             | 17:45            |

Estos horarios son válidos de lunes a viernes a partir del 3 de septiembre de 2012.

## Comunicación
Desde 2020 cuenta con una emisora de radio y publicación de una revista de ámbito local.

## Conflicto
En los últimos años tiene lugar un enfrentamiento entre el Ayuntamiento de Vejer y la Plataforma PELP!. Actualmente la zona de la costa está pendiente de un macroproyecto económico que incluiría la construcción de un complejo turístico de grandes dimensiones. En torno a este macroproyecto existe una fuerte oposición por parte de aquellos que opinan que este será el fin de un bello paraje natural. Por el contrario, los que apoyan este macroproyecto se escudan en la necesidad de dar un nuevo impulso económico a la zona. La actual crisis económica parece haber paralizado, junto a los esfuerzos de numerosos grupos ecologistas la realización de este macrocomplejo. No obstante, en 2019 se retomó el proyecto.
Salvarelpalmar.es ha realizado acciones de protesta, y presentado denuncias al defensor del pueblo andaluz, español y europeo, a la fiscalía de medio ambiente, a la comisión europea de Medio Ambiente (la cual está realizando una investigación del proyecto). Así mismo, la zona ha sido solicitada como IBA (Zona Importante de Aves) a la SEO (Sociedad Española de Ornitología). 